# Ære til os, død over fjenden
Ære til os, død over fjenden (russisk: Слава - нам, смерть - врагам) er en russisk film fra 1914 instrueret af Jevgenij Bauer.

## Handling
En sygeplejerske går til fronten under 1. verdenskrig efter sin forlovede. En dag ser hun sin elskede blandt de sårede. Han dør i hendes arme, og hun lover hævn. Hun beder om efterretninger og begynder at arbejde på et tysk hospital. En dag stjæler hun et vigtigt dokument og overdrager det til det russiske militærhovedkvarter. I slutningen af filmen tildeles hun en medalje.

## Medvirkende
- Ivan Mozzjukhin
- Dora Tjitorina